# Лесное (платформа)
Лесное (до 2017 года — Платформа 29 км) — остановочный пункт Октябрьской железной дороги на перегоне Александровская - Верево линии Санкт-Петербург — Луга. Расположен в Пушкинском районе Санкт-Петербурга, в 1,5 км от деревни Кондакопшино, в 1,5 км от одноимённого посёлка.
Остановочный пункт оснащён лестницами, ограждениями, освещением и вывесками. Зала ожидания и билетных касс у платформы нет, но строительство билетных касс, установка урн, скамеек и навесов было запланировано на лето 2008 года.
Здесь останавливаются следующие пригородные электропоезда:
- в направлении Верево: 6251, 6409, 6415, 6421, 6459, 6473 и 6289
- в направлении Кандакопшино: 6102, 6410, 6412, 6416, 6418, 6236, 6422, 6444, 6272, 6466

## История
В 1967 году через будущий остановочный пункт прошла электрификация участка Ленинград-Варшавский - Гатчина-Варшавская напряжением 3,3 кВ постоянного тока.
До 2008 года вблизи нынешнего остановочного пункта действовали служебные микроплатформы, на которых часть электропоездов имели остановки по требованию.
Строительство современных пассажирских платформ началось в 2006 году с целью обслуживания садоводческих участков, а также военного городка, который разместится в Лесном. В начале 2007 года строительство платформ завершилось, однако в течение года после этого они не использовались.
Торжественная церемония открытия платформы состоялась при участии главы администрации Пушкинского района 27 февраля 2008 года в 10.00. Тогда же были отменены остановки по требованию на служебных микроплатформах.

## Название
С момента создания платформа имела служебное наименование — 29-й километр (так как находится примерно в 29 километрах от Балтийского вокзала Санкт-Петербурга). В первый раз топонимическая комиссия Санкт-Петербурга обсуждала возможное полноценное название в 2009 году — Лесновская (по соседнему поселку Лесное и по Лесновской улице в Кондакопшине), однако тогда вопрос решили отложить. Вновь к нему вернулись на заседании 28 октября 2015 года и единогласно согласовали вариант Лесное. Переименована 10 декабря 2017 года.